# Kings County Savings Bank
El Kings County Savings Bank (lit. Institución de Ahorros del Condado de Kings) es un antiguo edificio bancario en 135 Broadway en el barrio Williamsburg de Brooklyn en la ciudad de Nueva York (Estados Unidos). Es un ejemplo de arquitectura de estilo Segundo Imperio. La construcción del edificio comenzó en 1860, según los diseños de William H. Willcox de Brooklyn, en asociación con el destacado arquitecto neoyorquino Gamaliel King, que trabajaba como King & Willcox. La estructura estuvo ocupada continuamente por bancos hasta la década de 1990. El Centro Histórico y de Arte de Williamsburg ha operado el edificio desde 1996.
El edificio se convirtió en un hito designado por la ciudad de Nueva York en 1966 y se agregó al Registro Nacional de Lugares Históricos en 1980.

## Arquitectura
El edificio del Kings County Savings Bank se construyó entre 1860 y 1867. Mide 13,3 por 24,7 m en la dimensión exterior y está construido con piedra arenisca de Dorchester. Tiene tres plantas principales, cada una de una sola habitación grande. En el primer y segundo piso, las salas principales contienen seis altas columnas corintias, formadas de hierro fundido, mientras que el tercer piso está completamente abierto. El primer piso conserva sus enormes candelabros de gas y su carpintería tallada de forma ornamentada.
El arquitecto del edificio fue un socio de King llamado William H. Willcox. Este empleó el estilo Segundo Imperio, con el característico techo abuhardillado en el ático del cuarto piso.

## Historia
El Kings County Savings Bank fue fundado el 10 de abril de 1860. Hizo negocios en un edificio llamado Washington Hall hasta que compró el lote en la esquina de la avenidas Bedford y Broadway y erigió un hogar permanente.
El Banco de Ahorros del Condado de Kings se ha considerado durante mucho tiempo un hito de Williamsburg. Para 1900, durante la construcción del Puente de Williamsburg, el vecindario había cambiado y el edificio del Banco ya se veía como un ícono del "viejo Williamsburg". Sigue siendo uno de los hitos históricos más importantes de Williamsburg y fue reconocido por la Comisión de Preservación de Monumentos Históricos de la Ciudad de Nueva York en 1966, el séptimo edificio en ser designado así. Fue colocado en el Registro Nacional de Lugares Históricos, 1980

"El Banco de Ahorros del Condado de Kings es un ejemplo destacado de la arquitectura del Segundo Imperio francés, que muestra una gran cantidad de ornamentos y diversos elementos arquitectónicos. Un edificio comercial de imponente grandeza, el Kings County Savings Bank "representa un período de exhibición conspicua en el que no se consideraba vulgar, al menos por las personas en el poder, alardear abiertamente de la riqueza de uno. Por su escala y carácter general, no hay nada, en el exterior, que distinga al Kings County Savings Bank de la mansión de un millonario".

El edificio permaneció en propiedad y uso continuo de los bancos durante más de un siglo. Dejó de utilizarse como banco en la década de 1980.

## Centro Histórico y de Arte de Williamsburg
Actualmente, el edificio alberga el Centro Histórico y de Arte de Williamsburg, una organización de arte sin fines de lucro fundada por la artista Yuko Nii en octubre de 1996. Esta presenta exposiciones de arte, actuaciones y eventos culturales, así como conferencias, seminarios y programas educativos de interés tanto local como internacional. También conserva y exhibe arte y artefactos históricos.
El 31 de julio de 2008, John B. Manbeck, el historiador oficial del condado de Brooklyn de 1993 a 2002, dijo en un artículo en el Brooklyn Eagle:

El arte en Williamsburg ha hecho grandes avances. De hecho, todo Williamsburg ha progresado, sin duda por su atractivo para los artistas. Gran parte del crédito debe colocarse en la puerta de la directora del Centro Histórico y de Arte de Williamsburg, Yuko Nii. El centro opera en el antiguo edificio del Banco de Ahorros del Condado de Kings (1867) y celebró una infusión de una subvención de capital de 500 000 dólares de la ciudad.

En 2009, la propiedad del edificio se transfirió a la Fundación Yuko Nii.